# 5인의 독수리
"5인의 독수리"는 한국에서 제작된 이규웅 감독의 1963년 영화이다. 신영균 등이 주연으로 출연하였고 차태진 등이 제작에 참여하였다.

## 출연

### 주연
- 신영균
- 엄앵란
- 박암
- 구봉서

## 기타
- 조명: 이영수
- 미술: 박석인